# Klamp
Klamp est une commune allemande du Schleswig-Holstein, située dans l'arrondissement de Plön, à deux kilomètres à l'ouest de la ville de Lütjenburg. Klamp fait partie de l'Amt Lütjenburg qui regroupe 15 communes autour de la ville du même nom.